# Église Saint-Just de Saint-Just-de-Bretenières
L'église Saint-Just est située à Saint-Just-de-Bretenières, au Québec. 

## La première église
Le premier curé de Saint-Just-de-Bretenières, Eugène Morneau, arrive en 1916, les messes étaient alors célébrés dans le presbytère. Les gens du village de Saint-Just et du village de Daaquam font alors une pétition pour réclamer la construction de l'église chez eux. C'est finalement Monseigneur Bégin qui décide que l'église soit bâti au cœur du village de Saint-Just. La construction débute en 1917. C'était alors une construction simple, il s'agissait d'un soubassement auquel l'on avait ajouté un toit.
Cette première église est incendiée le 5 juin 1924. La paroisse est alors érigée canoniquement durant le mois d'août alors que la paroisse n'a plus d'église.

## La deuxième église
Le 14 septembre 1924, les marguillers signent le contrat de la construction de l'église avec l'entrepreneur François Paradis de Beauport. La construction commence la semaine suivante et se termine le 23 novembre 1924. Les bancs et le vestiaire avaient été données par les paroissiens de la paroisse voisine de Saint-Fabien-de-Panet. La cloche de l'ancienne église est récupérée et installée dans le clocher. La deuxième église coûtera finalement 16 316,93$. En 1933, des rénovations sont effectuées. 
La deuxième est finalement la proie des flammes le 27 décembre 1943.

## L'église actuelle
Les plans de l'église sont faits par Blanchet de Québec au mois d'avril 1944. Le 26 mai, la fabrique décide de choisir de construire l'église en blocs de béton plutôt qu'en pierre et ce, pour économiser 14 000$. C'est finalement la firme Poudrier et Boulet qui érigera la nouvelle église pour 28 500$. 
La première messe est célébrée le 25 février 1944 et la bénédiction du chemin de croix a lieu le 4 mars. Le 10 juin, on installe finalement les bancs. Il faudra attendre 1947 pour voir l'installation des trois cloches de l'église. Dans les années 1960, l'église connait une cure de rajeunissement et l'intérieur est réaménagé. En 1990, on rénove l'extérieur et la structure de béton.